# Partecipazione italiana alla Stazione Spaziale Internazionale

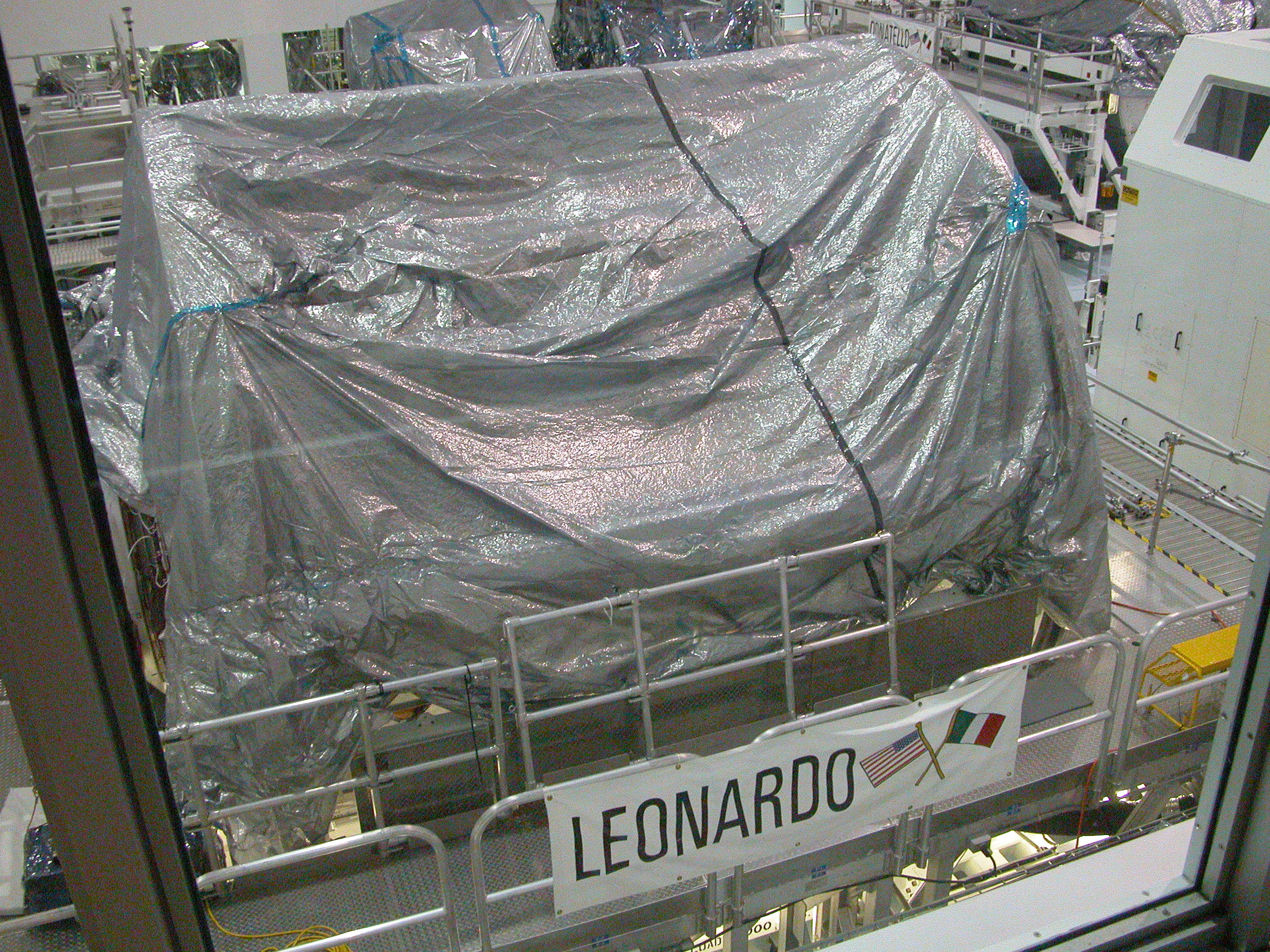
Un'immagine del modulo italiano polifunzionale Leonardo, scattata il 05/01/05 al Kennedy Space Center.

L'Italia è uno dei paesi che hanno maggiormente contribuito al programma della Stazione spaziale internazionale.
Indipendentemente dalla partecipazione dell'ESA, l'Italia ha contribuito alla Stazione Spaziale con i tre moduli polivalenti di logistica MPLM, costruiti dalla Thales Alenia Space per conto dell'Agenzia Spaziale Italiana. Concepiti per poter integrare lo scompartimento dello Space Shuttle, contengono gli scompartimenti pressurizzati e porteranno i vari strumenti per gli esperimenti a bordo della ISS.  La progettazione del modulo europeo "Columbus" è ispirata in gran parte a questi tre elementi.
La Thales Alenia Space ha costruito inoltre i moduli Harmony (Node 2) e Tranquility (Node 3) della stazione e la struttura di osservazione Cupola e partecipa alla progettazione e alla costruzione del veicolo di rifornimento e per il re-boost della stazione spaziale ATV (Automated Trasfer Vehicle).
L'impegno dell'Italia al progetto è quantificato in circa 520 milioni di euro (dal 1996 al 2003) tramite i programmi ESA e di più di 260 milioni di euro tramite il programma nazionale. I costi del programma nazionale sono quasi esclusivamente concentrati sullo sviluppo del modulo MPLM.
Di provenienza italiana è anche l'acqua necessaria al funzionamento della ISS e alle esigenze dei suoi occupanti. Nel 2002 la SMAT di Torino è infatti stata prescelta da una commissione scientifica come ditta fornitrice. L'azienda è stata selezionata anche perché in grado di fornire sia acqua minimamente mineralizzata, preferita dal personale americano e prodotta dalle sorgenti del Pian della Mussa, sia acqua con un maggior contenuto salino, più gradita agli astronauti russi e proveniente dall'impianto di potabilizzazione di Grugliasco. Il periodico invio in orbita è cominciato nell'aprile del 2008 e avviene grazie all'ATV.